# Байхалия
Байхалия (на английски: Byhalia) е град в окръг Маршал, щат Мисисипи, Съединени американски щати. Намира се на 45 km югоизточно от центъра на Мемфис. Населението му е около 1229 души (по приблизителна оценка от 2017 г.).
В Байхалия умира писателят Уилям Фокнър (1897 – 1962).